# Atractylodes
Atractylodes é um género botânico pertencente à família Asteraceae.